# Барри, Эллен
Эллен Барри (англ. Ellen Barry, род. 11 апреля 1971 года) — американская журналистка, лауреат Пулитцеровской премии за международный репортаж, автор и редактор New York Times. В разные годы работала в Новой Англии, Индии и России.

## Биография
Эллен Барри родилась в посёлке Тарритаун, откуда уехала в Коннектикут, чтобы получить образование в Йельском университете. Она окончила бакалавриат английской литературы с дополнительными курсами по документальной литературе и русскому языку в 1993 году. В том же году она начала свою журналистскую карьеру, присоединившись к управляющему совету Yale Daily News. Следующие два года она провела в качестве штатного репортёра газеты The Moscow Times. В 1996—1999 годах журналистка освещала национальную повестку для Boston Phoenix. Позднее она перешла в The Boston Globe, для редакции которого путешествовала по Новой Англии и Центральной Азии, а также писала статьи о психическом здоровье. В ноябре 2003 года она присоединилась к отделу, освещавшему иракскую повестку.
Перед тем как присоединиться к The New York Times в 2007 году, Барри три года работала национальным корреспондентом Los Angeles Times и руководителем филиала газеты в Атланте. Для редакции она освещала избирательную кампанию Неда Ламонта, стрельбу в школе амишей и миграционную проблему, возглавляла бюро газеты в Атланте.
В январе 2007 года Барри присоединилась к редакции New York Times, где вначале сосредоточилась на региональной повестке. Через год она перешла в международный отдел издания и была назначена сначала корреспондентом, а позднее — руководителем филиала в Москву. Находясь в России, она была частью команды, расследовавшей в 2010 году систему правосудия страны. Летом 2013 года она возглавила бюро в Нью-Дели, где писала о дискриминации работающих женщин, культуре и экономике страны. После непродолжительной работы корреспондентом в Лондоне, она получила руководящую позицию в Новой Англии. На протяжении карьеры Барри неоднократно выступала с лекциями на форумах в поддержку прав женщин.

## Награды и признание
Стиль и навыки письма Барри были отмечены ещё в Йельском университете, когда она была удостоена Премии Уоллеса за нехудожественную литературу и Премии за лучшее эссе в 1993 году. Позднее Йельский институт включил Барри в список выдающихся выпускников.
В 2002 году Барри стала финалистом Пулитцеровской премии за авторскую серию «Потерянные мальчики Судана» об ассимиляции эмигрантов из Судана. Работу также отметило Американское общество редакторов за выдающиеся писательские способности. В 2004 году журналистка снова вышла в финал Пулитцеровской премии за репортажи о безнадзорных жителях Массачусетса, страдающих психическими заболеваниями. Одновременно она стала лауреатом Премии Джесси Лавентола и Американского общества редакторов газет за освещение пожара в ночном клубе Род-Айленда. Через три года журналистка вошла в состав команды, которая получила Пулитцеровскую премию за выдающуюся подачу сенсационного материала о пожаре в Бронксе, повлёкшего гибель девяти человек. В 2011 году Барри и её коллега Клиффорд Леви выиграли Пулитцеровскую премию за репортажи о системе правосудия в России и за их «заметное влияние на дискуссии внутри страны».
В 2017 году журналистка получила премию Осборна Эллиотта за выдающиеся достижения в азиатской журналистике. Её азиатские репортажи также отметило жюри Пулитцеровской премии: в 2020 году «прекрасно написанный рассказ» Барри о самопровозглашённой королевской семье Ауд вышел в финал в категории «За очерк». В июле того же года режиссёр Мира Наир рассказала о планах адаптировать материал в телесериал, который снимет Amazon.